# Initiative populaire « Droit à la vie »
L'initiative populaire  « Droit à la vie » est une initiative populaire suisse, rejetée par le peuple et les cantons le 9 juin 1985.

## Contenu
L'initiative propose d'ajouter un article 54bis à la Constitution fédérale pour protéger explicitement le droit à la vie et à l'intégrité corporelle et spirituelle et pour définir que la vie commence « dès la conception et prend fin par la mort naturelle ».
Le texte complet de l'initiative peut être consulté sur le site de la Chancellerie fédérale.

## Déroulement

### Contexte historique
La question de l'avortement est régulièrement l'objet de discussions tant au niveau fédéral que cantonal depuis le dépôt, en 1971, d'une initiative populaire « concernant la décriminalisation de l'avortement » et retirée en faveur d'une autre initiative « Solution du délai pour l'avortement », elle-même refusée en votation populaire le 25 septembre 1977 tout comme le contre-projet indirect présenté par le gouvernement rejeté le 28 mai 1978.
Toujours pendant cette période, une initiative du canton de Zurich « Euthanasie en faveur des malades incurables » ainsi qu'une initiative parlementaire déposée par Valentin Oehen proposant la réintroduction de la peine de mort en cas d'assassinat et de prise d'otages ont également été refusées.
Les inititiants déposent cette proposition afin d'« obliger le législateur à prendre les mesures nécessaires » ; en particulier, ils désirent ainsi accélérer le traitement d'une autres initiative parlementaire concernant l'interruption de grossesse alors en cours de révision. Cependant, cette initiative ne concerne pas seulement l'avortement, mais également la manipulation génétique sur les embryons et la fécondation in vitro, la peine de mort et l'euthanasie passive.

### Récolte des signatures et dépôt de l'initiative
La récolte des 100 000 signatures nécessaires a débuté le 17 octobre 1978. Le 8 octobre de l'année suivante, l'initiative a été déposée à la chancellerie fédérale qui l'a déclarée valide le 8 novembre.

### Discussions et recommandations des autorités
Le parlement et par le Conseil fédéral ont recommandé le rejet de cette initiative. Dans son messages aux Chambres fédérales, le gouvernement remet en cause la pertinence de vouloir définir la durée de la vie et relève plusieurs imprécisions ou manques de clarté tout en limitant trop fortement la marge de manœuvre future sur le sujet.
Reconnaissant cependant que certaines dispositions fondamentales sur la protection de la vie ne sont pas clairement exprimées dans la Constitution, le gouvernement propose un contre-projet direct spécifiant que « Chacun a droit à la vie, à l'intégrité du corps et de l'esprit, à la liberté de mouvement et à la sûreté personnelle » ; cette proposition sera cependant rejetée par le Parlement qui ne la retient pas.

### Votation
Soumise à la votation le 9 juin 1985, l'initiative est refusée par 16 3/2 cantons et par 69,0 % des suffrages exprimés. Le tableau ci-dessous détaille les résultats par cantons :

## Effets
Après ce refus, toutes les tentatives de modification des dispositions sur l'avortement vont échouer jusqu'à l'acceptation, le 2 juin 2002, d'une modification du code pénal dépénalisant l'interruption de grossesse pendant les 12 premières semaines si la femme enceinte fait valoir un état de détresse ; le même jour, l'initiative populaire « pour la mère et l'enfant - pour la protection de l'enfant à naître et pour l'aide à sa mère dans la détresse » allant exactement dans le sens inverse en demandant le retrait de toutes les dispositions d'exception autorisant l'avortement, est pour sa part refusée.